# Gerhard Stäbler

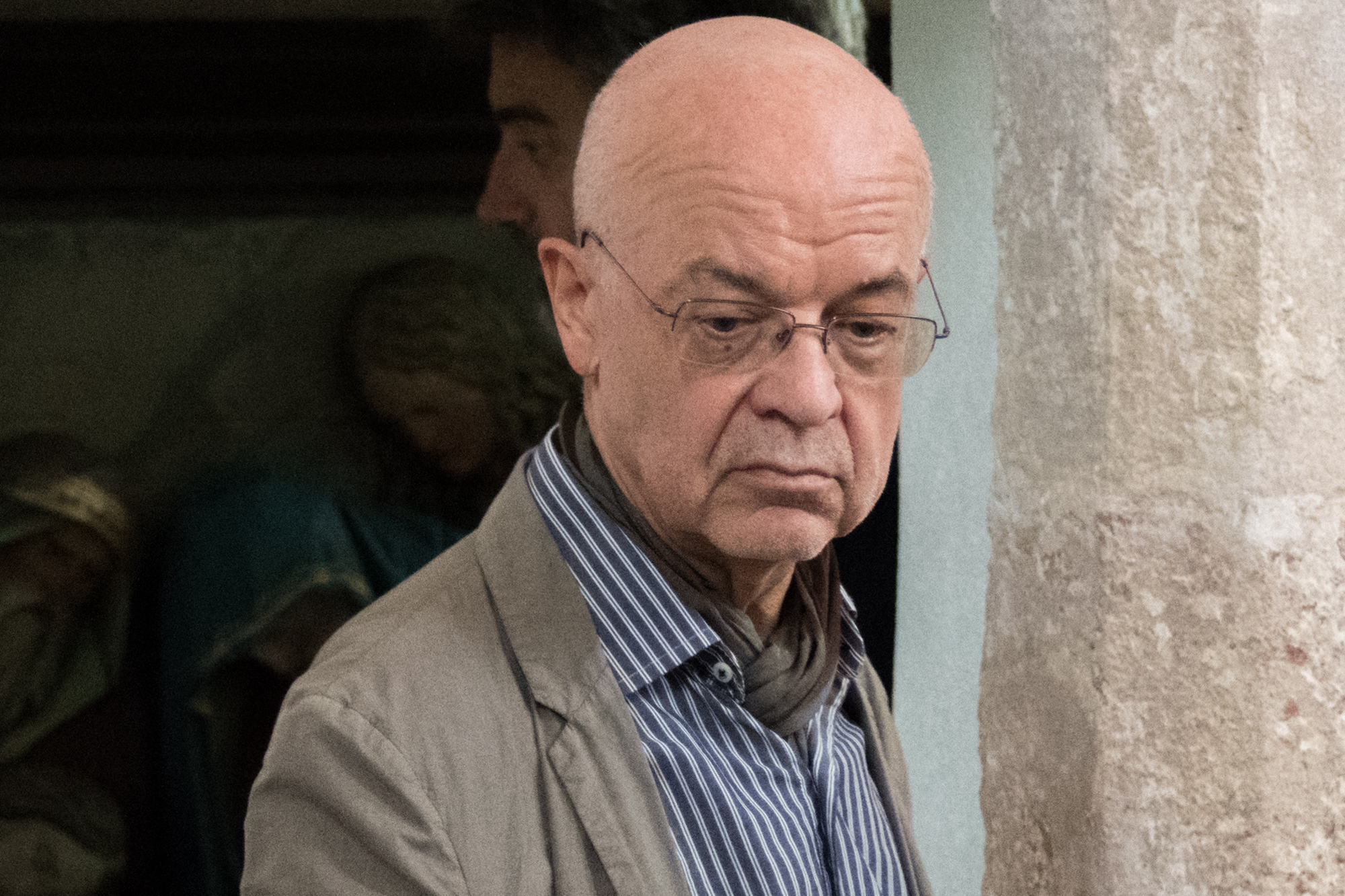
Gerhard Stäbler (2019)

Gerhard Stäbler (* 20. Juli 1949 in Wilhelmsdorf bei Ravensburg) ist ein deutscher Komponist.

## Biographie
Gerhard Stäbler studierte Komposition bei Nicolaus A. Huber und Orgel bei Gerd Zacher in Detmold und Essen. Von Anfang an war er nicht nur als Komponist aktiv, sondern engagierte sich auch politisch und auf organisatorischem Gebiet. So konzipierte Stäbler die Festivals „Aktive Musik“ mit Neuer Musik und fungierte darüber hinaus im Jahr 1995 auch als künstlerischer Leiter der Weltmusiktage der „Internationalen Gesellschaft für Neue Musik“ (IGNM) im Ruhrgebiet.
Von 2000 bis 2010 und seit der Wiedereröffnung im Herbst 2015 leitet Stäbler gemeinsam mit seinem Partner Kunsu Shim den EarPort im Innenhafen Duisburg als Ort experimenteller Musik und der Begegnung zwischen den Künsten. Von hier aus entwickelt Stäbler eine intensive Tätigkeit im Feld der PerformanceMusik.
Ein weiterer Arbeitsschwerpunkt liegt im pädagogischen Bereich. In Workshops und Seminaren für Komposition und Improvisation arbeitete Stäbler mit jungen Musikern aus vielen Ländern. Als Composer in Residence, Gastprofessor und Performancekünstler wirkte er unter anderem in Nord- und Südamerika sowie im Nahen und Fernen Osten.

## Musik
Stäblers Musik verlässt oft den Rahmen des Konventionellen, indem er Elemente in seine Kompositionen einbezieht, die die herkömmliche Aufführungssituation (und damit die herkömmliche Publikumserwartung) durchbrechen, sei es durch Gesten oder Bewegungen im Raum, sei es mittels Licht- und Duftgestaltung oder durch aktives Einbeziehen des Publikums: Immer kommt es ihm darauf an, die Phantasie anzuregen, Ohren und andere Sinne für neue, unerwartete Wahrnehmungs- und Denkmuster zu sensibilisieren. Hierher rührt auch Stäblers Vorliebe für das Ineinandergreifen von Komposition und Improvisation, die von der jeweils einzigartigen Spannung unter den Ausführenden im noch offenen und nur präformierten Moment lebt. Gleichwohl ist Stäblers Musik in ihren Abläufen immer äußerst durchdacht und von ausgefeilten Konstruktionen geprägt, die die direkte musikalische Aussage nicht beeinträchtigen.

## Erfolge
Nach Performance- und Tanzprojekten beim Ultima Festival in Oslo und dem Folkwangfest Essen im Herbst 2001 widmete sich Stäbler der Realisierung der Musik für das Tanztheater Endstation ZASPA des Choreographen Avi Kaiser für das Theater Gdańsk (Uraufführung Mai 2002) und das Tanzhaus Düsseldorf (Mai 2002). In der Spielzeit 2001/2002 war er Composer-in-Residence an der Deutschen Oper am Rhein Duisburg-Düsseldorf, die seine Oper Madame la Peste in Auftrag gab (Uraufführung 26. April 2002, Duisburg). Die Uraufführung der Kompositionen Die Reise für Ensemble und Zuspielung (Auftrag des IVES Ensembles, Amsterdam) und Timescape für Schlagzeug und Orchester (Auftrag der Essener Philharmoniker) folgten im Mai 2002. Eine Reise mit Konzerten, Workshops und Vorträgen führte Stäbler im Herbst 2002 nach Montréal, Toronto, New York und Dublin.
Stäbler erhielt Kompositionsaufträge des Ensembles The Apartment House, des Bayerischen Rundfunks und der Dresdner Tage der zeitgenössischen Musik. Zusammen mit dem deutsch-koreanischen Komponisten Kunsu Shim unternahm er eine längere Tournee nach Seoul (Korea), auf der er das Musiktheater futuressencexxx zur Aufführung brachte. Im Frühjahr 2004 wirkte Stäbler als Gastprofessor am amerikanischen State College Evergreen (Washington). Das Jahr 2005 stand im Zeichen einer ausgedehnten Tournee an die amerikanische Westküste mit Performances und Workshops in San Francisco, Santa Rosa und beim Pacific Rim Festival in Santa Cruz. KlangWand, ein soziokulturelles Projekt für gemischten Chor, Akkordeon, Schlagzeug, eine Mundartband, einen oder mehrere Musikvereine und elektronische Klänge wurde im September 2005 in Mariahof bei Trier uraufgeführt.
Im Mai 2006 war Stäbler Composer in Residence beim Festival „Mouvement – Musik des 21. Jahrhunderts“ des Saarländischen Rundfunks in Saarbrücken, im Herbst desselben Jahres folgte die Uraufführung der ersten Kammeroper Nachmittagssonne in der südkoreanischen Hauptstadt Seoul und Ende Oktober in Düsseldorf Premieren der Nachtstücke I–IV für Klavierquintett und Stimme, die auf Robert Schumanns gleichnamige Klavierstücke op. 23 verweisen. Ende Januar 2007 fand in Duisburg die Uraufführung von Tsuki, Subaru, eines Konzertes für die japanische Mundorgel Sho und Orchester statt, im Mai die Premiere von Wasser.Zeichen für Orchester, Zufallsensemble, Chor und Zuspielung und im Oktober 2007 die Uraufführungen zweier Kammermusiken bei den Dresdner Tagen der zeitgenössischen Musik, sowie Ende des Jahres mit dem von der Kritik gefeierten neuen Musiktheaterwerk Letzte Dinge nach Paul Auster am Mainfranken Theater Würzburg.
Anlässlich verschiedener Konzerte und Meisterkurse stellte Stäbler 2007 seine kompositorische Arbeit auf Einladung in Griechenland, England, Österreich, Singapur, Australien und verschiedenen Städten Deutschlands vor. Ende April 2008 wurde während des WDR-Festes im Duisburger Landschaftspark die Sappho Trilogie für Sopran, Chor geteiltes Orchester und Zuspielung, ein Auftrag der Duisburger Philharmoniker und des Bayerischen Rundfunks, uraufgeführt. Es folgten Einladungen zur Sommerakademie für Neues Musiktheater des Europäischen Zentrums der Künste Hellerau (Dresden), den Darmstädter Ferienkursen (Uraufführungen „… ins Offene …“ für die Neuen Vocalsolisten Stuttgart und „]upon dry land[“ für das Duo Konflikt), zu einem Kompositionsmeisterkurs auf Kreta, zu den Klangspuren Schwaz (Uraufführungen „Fund.Stücke“ und „Luftspiegelungen“ für das Ensemble ascolta), zum Sonic Fusion Festival in Edinburgh und zu einer Tournee in den Libanon. 2009 arbeitete Stäbler im Auftrag des Nationaltheaters Mannheim an einem neuen Musiktheaterwerk für die Kleinsten.
Von 2000 bis 2010 leitete Gerhard Stäbler zusammen mit Kunsu Shim das Duisburger Zentrum für zeitgenössische Musik „EarPort“. Seit 2012 leben und arbeiten die beiden Komponisten in Düsseldorf und am Niederrhein, wo sie eine Serie von PerformanceKonzerten an der Kunsthalle Düsseldorf und die Konzertreihe "Natürlich schön!" (mit Interaktionen zwischen alter und neuer Musik) im Schloss Benrath etablierten. Ein Schwerpunkt von Stäblers Arbeit im Jahr 2012 war die Auseinandersetzung mit Werk und Wirkungen von John Cage, u. a. in dem Projekt der Tonhalle Düsseldorf CAGE 100 mit Konzerten in der Kunstakademie Düsseldorf und dem Robert-Schumann-Saal sowie den Wiederaufführungen von futuressenceXXX in Kombination mit Cages Europeras 3 und 4 am Theater Ulm. 2013 führten ihn Einladungen zu Porträt- und Performance-Konzerten unter anderem nach Reykjavík, Korea, Japan und Portugal.
2014 wurden Werke beim Borealis Festival Bergen, beim Bergen International Festival, beim Karlsruher Festival "ZeitGenuss" und beim hr-Sinfonieorchester uraufgeführt. Im Juni 2014 fand die Premiere des Musiktheaters Erlöst Albert E. am Theater Ulm statt. Außerdem wurde Stäbler erneut zur Muziek Biennale Niederrhein und zu den Weltmusiktagen der IGNM in Breslau eingeladen. 2015 wurden am Mainfranken Theater Würzburg das Musiktheater The Colour und die Kammeroper Simon an der Norske Opera in Oslo sowie … Ausreißen damit / es grün bleibt … für Solisten, Chöre und Ensembles beim Festival Acht Brücken im Rathaus der Stadt Köln uraufgeführt. 2016 gestaltete er gemeinsam mit Kunsu Shim die Musikreihe Im Gegenüber für die Diözese Würzburg mit zahlreichen PerformanceKonzerten und der Uraufführung von Echo – Narcissus für Sopran, Vokalensemble und Orchester. Ebenfalls 2016 entstand das Konzert für Orchester Ausgewilderte Farben im Auftrag des Mainfranken Theater Würzburg.

## Preise und Auszeichnungen
1982 erhielt er den „Cornelius Cardew Memorial Prize“, dem weitere Auszeichnungen, Preise, Kompositionsaufträge und Stipendien folgten. 2003 wurde ihm der Musikpreis der Stadt Duisburg verliehen.